# Kurri Kurri
Kurri Kurri är en ort i Australien.   Den ligger i regionen Cessnock och delstaten New South Wales, i den sydöstra delen av landet, 400 km nordost om huvudstaden Canberra. Kurri Kurri ligger 50 meter över havet och antalet invånare är 5 644.
Trakten är tätbefolkad. Närmaste större samhälle är Maitland, 12,0 km nordost om Kurri Kurri.